# إسومايلا لينجاني
إسومايلا لينجاني (بالفرنسية: Issoumaila Lingane)‏ (مواليد 15 مارس 1991 في بوافلي) هو لاعب كرة قدم بوركينابي إفواري-الميلاد، يلعب كلاعب وسط.

## روابط خارجية
- إسومايلا لينجاني على موقع اتحاد تركيا (لاعب) (الإنجليزية)
- إسومايلا لينجاني على موقع قاعدة بيانات كرة القدم.إي يو (الإنجليزية)
- إسومايلا لينجاني على موقع Soccerway.com (الإنجليزية)
- إسومايلا لينجاني على موقع عالم كرة القدم.نت (الإنجليزية)

- ASEC Profile[وصلة مكسورة]